# Marjory LeBreton
Pour les articles homonymes, voir Lebreton.
Marjory LeBreton (née le 4 juillet 1940) est une sénatrice canadienne et vice-présidente de Mothers Against Drunk Driving (Mères contre l'alcool au volant). Elle était une conseillère politique dans le Parti progressiste-conservateur du Canada et a été nommée au Sénat par le premier ministre Brian Mulroney le 18 juin 1993, peu avant la retraite de la vie politique de ce dernier.
LeBreton est considérée comme une Red Tory, avec des positions progressistes sur des questions sociales comme l'avortement. Elle est également l'une des seules politiciennes au Parlement du Canada à s'opposer à la Loi 36, la loi antiterroriste canadienne, en 2001.
Elle a longtemps été contre les propositions de fusionner le Parti progressiste-conservateur avec l'Alliance canadienne, mais elle finit par appuyer le projet d'unification des deux partis en 2003 et devient subséquemment sénatrice du Parti conservateur une fois la fusion complétée. Au cours de la campagne électorale de 2006, elle est l'une des plus proches conseillères de Stephen Harper.
La sénatrice LeBreton a été nommée au cabinet en qualité de Leader du gouvernement au Sénat par le Premier ministre Stephen Harper en février 2006. Le 4 juillet 2013, elle annonce sa démission du cabinet après avoir traversé la période houleuse du scandale des dépenses des sénateurs qui a écorché la réputation des conservateurs,. Elle demeure toutefois sénatrice conservatrice pour l'Ontario.